# 隋灭伊吾之战
隋灭伊吾之战，隋炀帝大业四年（608年），隋朝右翊卫将军薛世雄率军穿越大漠，灭掉伊吾的作战。
隋炀帝即位后，连年对外用兵，伊吾是位于今新疆哈密的少数民族政权。608年，命薛世雄为玉门道行军大将，与东突厥汗国启民可汗连兵击伊吾。隋军出玉门（今甘肃省玉门市北），突厥背约未至，薛世雄于是孤军度碛（戈壁大沙漠）。伊吾以为隋军无法逾越广阔的大漠，未加任何防备。隋军穿过大漠，兵临城下时，伊吾上下恐慌，被迫投降。薛世雄于是在汉朝旧伊吾城之东筑城，号为新伊吾（今新疆哈密市），留银青光禄大夫王威率军千余驻守。